# Копелусос, Стефани
Сте́фани Константи́н Копелу́сос (англ. Stephanie Constantin Kopelousos, имя при рождении Ставру́ла Константи́н Копелу́сос (англ. Stavroula Constantin Kopelousos); род. 13 января 1970, Джэксонвилл, Флорида, США) — американский политик-республиканец, секретарь Департамента транспорта Флориды (2007—2011). Первая женщина на этом посту и самый молодой секретарь в истории Департамента. В отличие от большинства своих предшественников, не имела инженерного образования.

## Биография

### Ранние годы, семья и образование
Ставрула Константин Копелусос родилась 13 января 1970 года в Джэксонвилле (Флорида, США) в семье греков, которая всегда называла её Стефани.
В 1958 году дед Стефани, Джордж Копелусос, открыл популярный ресторан «Garden» в городе Старк (Брадфорд, Флорида), а её отец, Гас (Константин) Копелусос, управлял им до 2008 года, после чего продал.
Дядя Стефани, Джон Копелусос, является управляющим партнёром юридической фирмы «Kopelousos, Bradley & Garrison, P.A.» в Ориндж-Парке.
Выросла в округе Клей, где посещала частную школу до 1984 года, когда умерла её мать. В 1988 году окончила среднюю школу в округе Брадфорд.
В 1993 году окончила Алабамский университет, где специализировалась по политологии, после чего переехала в Вашингтон (округ Колумбия).
В посиках работы в правительстве параллельно работала хостесом в ресторане, чтобы оплатить свои счета.

### Карьера
В 1993 году друг семьи Копелусос, также посещавший греческую православную церковь в Джэксонвилле, и будучи знакомым с одной из самых влиятельных в Конгрессе США женщин Тилли Фаулер, посещавшей его мастерскую по ремонту обуви, порекомендовал ей Стефани. Получив место стажёрки, уже через месяц она заняла пост помощника по кадрам.
В 1998 году Копелусос была повышена до старшего помощника Тилли Фаулер по вопросам законодательства, став хорошо известной на Капитолийском холме в кругах по вопросам транспорта.
В 2001 году, после ухода Фаулер из Конгресса, Копелулос стала вашингтонским лоббистом Департамента транспорта и Департамента по делам общин Флориды.
В 2005 году секретарь Департамента транспорта Флориды Денвер Статлер назначил Копелусос главой своей администрации в Таллахасси.
В 2007 году новоизбранный губернатор Флориды Чарли Крист назначил Копелусос на пост секретаря Департамента транспорта Флориды, который она занимала до 2011 года.
Некоторое время работала консультантом конгрессмена Джона Мики, председателя Комитета по транспорту Палаты представителей США, после чего в марте 2011 года заняла должность управляющего округа Клей, став первой женщиной на этом посту.